# 101P/Черных
Комета Черных (101P/Chernykh) — короткопериодическая комета из семейства Юпитера, которая была обнаружена 19 августа 1977 года советским астрономом Николаем Черных с помощью 0,4-метрового астрографа Крымской обсерватории в созвездии Рыб. Он описал её как диффузный объект 14,0 m звёздной величины с центральной конденсацией. Комета обладает довольно длинным периодом обращения вокруг Солнца — чуть более 13,8 года.
- Орбита кометы Черных и её положение в Солнечной системе

## История наблюдений
В течение нескольких месяцев после открытия и вплоть до конца октября комета сохраняла яркость на уровне 12,5 m, после чего она начала постепенно снижаться, что было обусловлено увеличением расстояния кометы до Земли, которая прошла точку максимального сближения с нашей планетой 4 октября (1,81 а. е.). Таким образом, несмотря на уменьшение расстояния от Солнца, яркость кометы упала до 13,0 m к концу ноября и до 14,0 m к концу декабря. Комета была потеряна в солнечном сиянии в начале 1978 года, — в последний раз её видели 3 декабря 1978 года. Орбитальные расчёты показали, что период обращения кометы вокруг Солнца составляет 15,93 года. На основе этих расчётов Сюити Накано в 1987 году предсказал возвращение кометы в перигелий 27 января 1992 года.
И, незадолго до указанного срока, 8 июня 1991 года она действительно была обнаружена. Комета была описана как диффузный объект с центральной конденсацией яркостью 20,3 m и небольшим хвостом, простирающимся на 8 " угловых секунд к западу. Измеренные позиции показали, что предсказание Накано требовало коррекции на +2,4 суток. В августе максимальная яркость кометы выросла до 11,6 m.
Кульминацией возвращения кометы 1992 года стал её распад в апреле 1991 года. Американские астрономы Джейн Лу и Дэвид Джуитт сфотографировали комету в ночь с 15 на 16 сентября с помощью 2,4-метрового телескопа обсерватории Мауна-Кеа и обнаружили на снимках второе ядро, расположенное примерно в 1 ' угловой минуте к востоку от первого. Яркость ядер была оценена как 16,1 m и 19,1 m для первого и второго соответственно. К концу ноября З. Секанина (Лаборатория реактивного движения) пришёл к выводу, что комета распалась на части 14 ± 4 апреля 1991 года на расстоянии 3,3 а. е. от Солнца.